# Coméphore
Genre
Les Coméphores (Comephorus) sont un genre de poissons d'eau douce, le seul de la famille des Comephoridae, endémiques du lac Baïkal en Sibérie.

## Liste des espèces
Selon World Register of Marine Species (16 octobre 2023) :
- Comephorus baikalensis (Pallas, 1776)
- Comephorus dybowskii Korotneff, 1904

## Alimentation
Les deux espèces se nourrissent de poissons et d'amphipodes, avec une part de poissons plus importante que d'amphipodes dans l'alimentation de Comephorus baikalensis et, à l'inverse, plus d'amphipodes que de poissons pour Comephorus dybowskii.

## Systématique
Le nom valide complet (avec auteur) de ce taxon est Comephorus Lacépède, 1800.